# Château du Tremblay-sur-Mauldre
Le château du Tremblay sur Mauldre est un château construit entre 1617 et 1647 par Charles Le Clerc, seigneur du Tremblay, gentilhomme ordinaire du prince de Condé, puis de la Reine Marie de Médicis. L'architecte François Mansart en dirigea les travaux exécutés à partir de 1633, en s'inspirant de l'ordonnancement donné par lui peu de temps auparavant, au château de Balleroy.

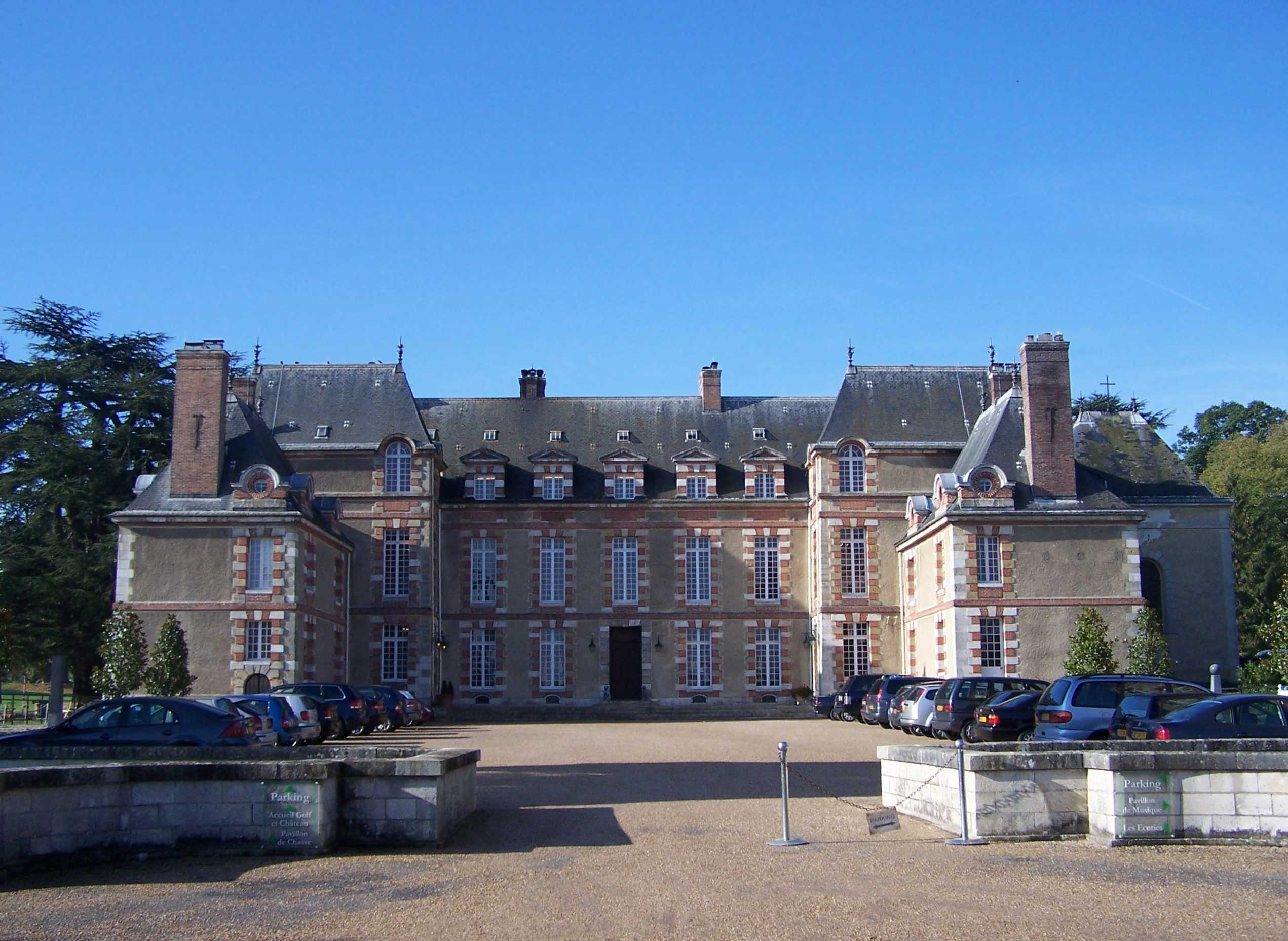
Château du Tremblay sur Mauldre - Côté cour

## Localisation
Le château du Tremblay sur Mauldre se situe dans la commune du même nom, dans le canton de Montfort l'Amaury, le département des Yvelines, et la région Ile de France, en France.

## Historique
La famille Le Clerc du Tremblay, dont plusieurs membres furent titulaires de charges au Parlement de Paris, possédait la seigneurie du Tremblay depuis le XVe siècle. À cette famille appartenait alors François Le Clerc du Tremblay, moine capucin plus connu comme "Le Père Joseph", le plus proche conseiller du cardinal de Richelieu qui souhaitait en faire son successeur, mais lui survécut.
Son frère, Charles Le Clerc, seigneur du Tremblay, gentilhomme ordinaire du prince de Condé, entreprit, à partir de 1617, de faire reconstruire son château du Tremblay. La charpente en fut posée en 1618 et le grand escalier en 1621.
Grâce à l'influence de son frère, le Père Joseph, devenu en 1612 le plus proche conseiller du cardinal de Richelieu, Charles Le Clerc du Tremblay devient gentilhomme ordinaire de la Reine Marie de Médicis, puis, en 1626, gouverneur de la Bastille. En 1633, il fait appel à François Mansart pour aménager les fossés et un parterre face à la façade postérieure. Les travaux se prolongent par la plantation d'arbres sur les terrasses bordant ce parterre, l'aménagement d'un potager, d'un fruitier. Six grandes statues représentant Apollon, Diane et les quatre éléments, sont installées sur des piédestaux, dans le parterre. En 1637 et 1638, des communs jouxtant le château côté cour, sont déconstruits pour être remplacés en 1639-1640 par les deux pavillons toujours visibles aujourd'hui sur chaque côté de l'entrée de la cour d'honneur, suivant une disposition déjà retenue peu d'années auparavant par François Mansart pour le château de Balleroy. En 1640, la cour d'honneur est pavée ; en 1647, la cour est fermée par un garde-corps. Le château se situe donc sur un terre-plein maçonné, entouré de fossés secs.
Des Le Clerc du Tremblay, le château du Tremblay s'est transmis par successions aux familles d'Angennes, de Saint Georges de Vérac, puis de Rougé.
Au XVIIIe siècle, l'intérieur est réaménagé. Au XIXe siècle, une chapelle est ajoutée, en prolongement de la façade sur le parc, où sont transférées de Rambouillet, les sépultures de la famille d'Angennes. Le parc est redessiné à l'anglaise et les façades couvertes d'un enduit.
La famille de Rougé le vend en 1910 au comte et à la comtesse Robert de Vogüé, née Lucie Sommier, qui le font restaurer. Les travaux effectués alors se situent dans la ligne de ceux menés quelques années auparavant, sur une échelle beaucoup plus vaste, par les parents de la comtesse, monsieur et madame Alfred Sommier, à Vaux le Vicomte. Les façades du château du Tremblay sont reprises ; les chaînages, aux encadrement des ouvertures, sont restitués ; le parc à l'anglaise est redessiné à la française.
Après la mort de la comtesse Robert de Vogüe, en 1946, le château devient en 1947 la propriété de la ville de Neuilly-sur-Seine, qui l'affecte à ses œuvres sociales.
En 1980, le domaine redevient une propriété privée pour être aménagé en golf. Depuis 2010, c'est un centre de séminaires, hôtel et club de golf, dans le cadre de la société Chateauform.

### Protections
Les façades et toitures du château et des dépendances sont classées monument historique depuis un arrêté du 5 décembre 1979.
La partie boisée du parc, les intérieurs du château et des communs sont inscrits aux Monuments historiques depuis un arrêté du 11 février 1991.
Le Parc du château, l'orangerie et la serre font également l'objet d'un classement aux Monuments historiques, depuis l'arrêté du 11 février 1991
La paternité de sa conception a été restituée récemment à l'architecte François Mansart.